# Chaetops
Chaetops Swainson, 1832 è un genere di uccelli appartenente all'ordine dei passeriformi, l'unico ascritto alla famiglia Chaetopidae.

## Etimologia
Il nome scientifico del genere, Chaetops, deriva dall'unione delle parole greche χαιτη (khaitē, "pelo") e ωψ (ōps, "faccia"), col significato di "faccia pelosa", in riferimento alle vibrisse presenti alla base del becco ed all'inusuale presenza di ciglia.

## Descrizione
Al genere vengono ascritti uccelli di dimensioni medio-piccole (21–25 cm) dall'aspetto che ricorda quello dei tordi, con testa appiattita, becco sottile e appuntito, forti zampe, ali arrotondate e coda lunga e di forma ovale dai margini sfrangiati.
Il piumaggio è simile nelle due specie, con gola e mascherina facciale nere, mustacchio più chiaro, l'area dorsale grigio-bruna (tranne il codione che è di color nocciola) e quella ventrale gialla nel saltarocce pettoarancio e bruno-ruggine nel saltarocce del Capo, mentre la coda è nera con orlo bianco.

## Biologia
I saltarocce sono uccelli diurni che passano la maggior parte della vita al suolo, correndo in gruppi familiari fra le rocce e l'erba alta alla ricerca di cibo e volando molto raramente.
La loro dieta è in larga parte insettivora, componendosi di grossi insetti ed altri invertebrati, nonché di piccoli vertebrati e sporadicamente anche di frutta e bacche.
Il periodo degli amori cade durante l'estate australe: si tratta di uccelli monogami nei quali i due sessi collaborano nella costruzione del nido (a coppa, costruito al suolo con erba secca), nella cova (che dura circa tre settimane) e nell'allevamento dei nidiacei (che si rendono indipendenti a partire dai trenta giorni dalla schiusa), non di rado con la collaborazione degli altri membri del gruppo.

## Distribuzione e habitat
Il genere è endemico dell'Africa meridionale, con le due specie che popolano le aree montuose rispettivamente della provincia del Capo (appunto il saltarocce del Capo) e del Sudafrica orientale (il saltarocce pettoarancio): gli areali delle due specie sono distanziati fra loro di circa 150 km nel punto di massima prossimità.
L'habitat di questi uccelli è rappresentato dalle aree rocciose con copertura a fynbos.

## Tassonomia

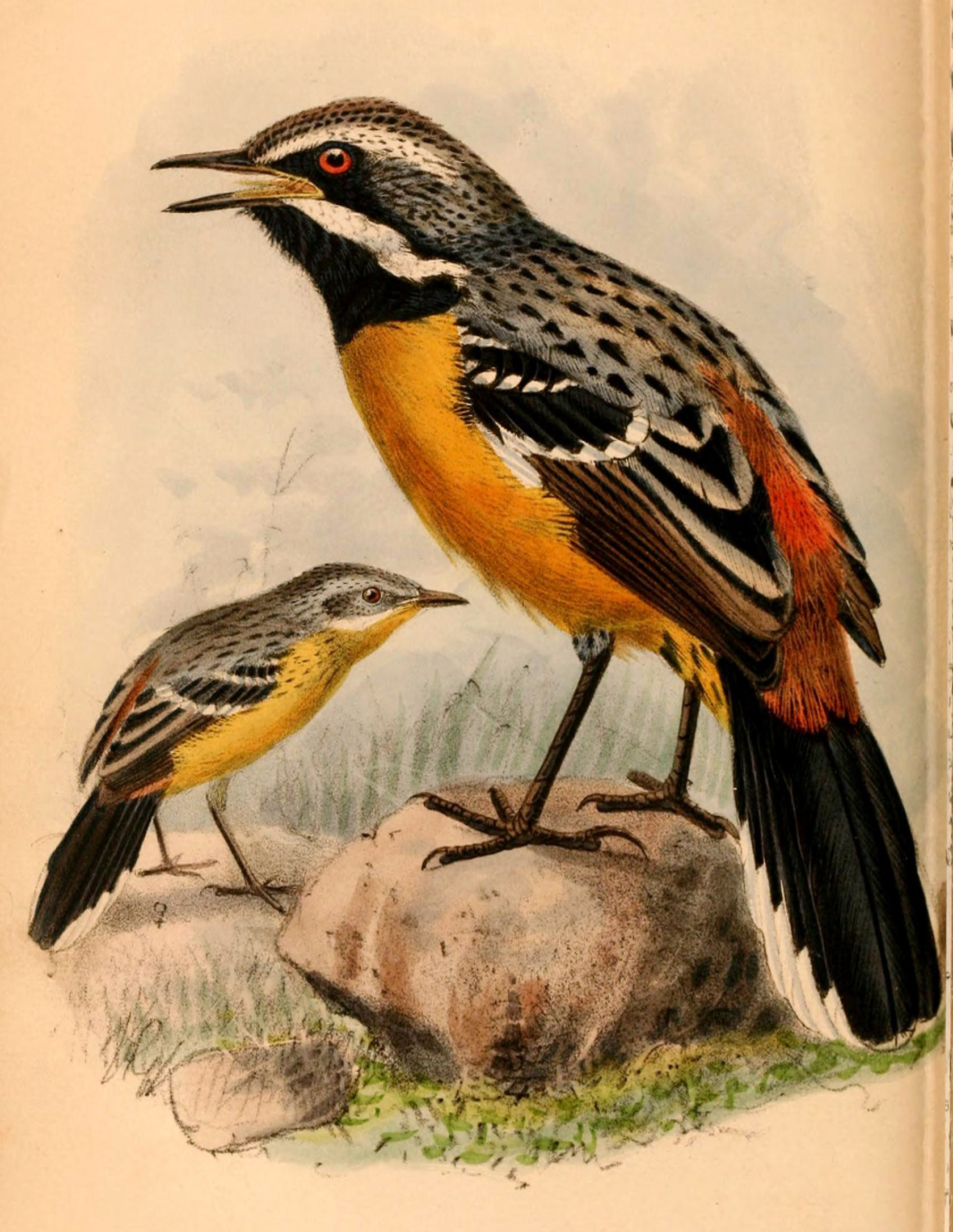
C. aurantius.

Al genere vengono ascritte due specie:
- Chaetops aurantius Layard, 1867 - saltarocce pettoarancio
- Chaetops frenatus  (Temminck, 1826) - saltarocce del Capo

Talvolta le due specie vengono accorpate e considerate sottospecie di C. aurantius, tuttavia le differenze fra esse sono piuttosto evidenti e fanno ritenere giusta alla maggior parte degli studiosi la decisione di mantenerle distinte.
La sistematica del genere è stata piuttosto travagliata: di volta in volta ascritti ai Turdidae, ai Sylviidae ed ai Timaliidae, con l'avvento delle tecniche molecolari di analisi del DNA è emersa un'inaspettata affinità con le famiglie monotipiche Picathartidae ed Eupetidae, che si ritiene rappresentino un clade basale nell'albero filogenetico dei Passerida.